# Episodi di How to Marry a Millionaire (seconda stagione)
La seconda stagione della serie televisiva How to Marry a Millionaire è andata in onda negli Stati Uniti dal 7 ottobre 1958 al 20 agosto 1959 in syndication.
| nº | Titolo originale            | Prima TV USA    |
| -- | --------------------------- | --------------- |
| 1  | Cherchez la Roomate         | 7 ottobre 1958  |
| 2  | What's Cookin' with Loco?   | 14 ottobre 1958 |
| 3  | Guest with a Gun            | 21 ottobre 1958 |
| 4  | Hit and Run                 | 28 ottobre 1958 |
| 5  | Three Stacked Stockholders  | November 1958   |
| 6  | Gwen's Secret               | 2 luglio 1959   |
| 7  | Loco, the Teenager          | 9 luglio 1959   |
| 8  | The Seal Who Came to Dinner | 30 luglio 1959  |
| 9  | The Method                  | 30 luglio 1959  |
| 10 | The Golf Tournament         | 23 luglio 1959  |
| 11 | The Comic                   | 7 agosto 1959   |
| 12 | A Husband for Julia         | 20 agosto 1959  |
| 13 | Love on Approval            | 20 agosto 1959  |

## Cherchez la Roomate
- Prima televisiva: 7 ottobre 1958

### Trama
- Guest star: Lisa Gaye (Gwen Kirby), Joseph Kearns (Mr. Augustus P. Tobey)

## What's Cookin' with Loco?
- Prima televisiva: 14 ottobre 1958

### Trama
- Guest star: Lisa Gaye (Gwen Kirby), Jimmy Cross (Elevator Man), Amanda Randolph (Agnes), Mark Roberts (Herbert J Stockton)

## Guest with a Gun
- Prima televisiva: 21 ottobre 1958

### Trama
- Guest star: Lisa Gaye (Gwen Kirby), Milton Frome, Gerald Mohr (Mr. Sterling Tracy)

## Hit and Run
- Prima televisiva: 28 ottobre 1958

### Trama
- Guest star: Lisa Gaye (Gwen Kirby), Robert Foulk, Vernon Gray (Thomas Brady Jr.), Rance Howard (caporale), James Philbrook (Charles Stewart), Edson Stroll (Jim)

## Three Stacked Stockholders
- Prima televisiva: novembre 1958

### Trama
- Guest star: Lisa Gaye (Gwen Kirby), Stephen Chase (Mr. Goodson), Sam Flint (Stockholder), Jimmy Hayes (Ben Irwin), Robert Emmett Keane (Mr. Bannister), Charles Lane (Mr. Parkhurst), Maurice Manson (Mr. Henricks), Orville Sherman (Stockholder)

## Gwen's Secret
- Prima televisiva: 2 luglio 1959

### Trama
- Guest star: Lisa Gaye (Gwen Kirby), John Harmon (Mr. Clooney), Werner Klemperer (Mr. Obermeyer), Walter Reed (Roger Morgan)

## Loco, the Teenager
- Prima televisiva: 9 luglio 1959

### Trama
- Guest star: Lisa Gaye (Gwen Kirby), John Stephenson (Stan Lewis), James Field (Chris Harcourt), Chet Stratton (Mr. Fowler), Michael Carey (Wally Grant)

## The Seal Who Came to Dinner
- Prima televisiva: 30 luglio 1959

### Trama
- Guest star: Lela Bliss (Mrs. Wadsworth), Jimmy Cross (Jesse, The Elevator Man), Ross Ford (Paul Wadsworth), Lisa Gaye (Gwen Kirby), Joseph Kearns (Augustus P. Tobey), Willard Waterman

## The Method
- Prima televisiva: 30 luglio 1959

### Trama
- Guest star: Lisa Gaye (Gwen Kirby), Alexander Campbell, Jack Chefe, Ron Ely

## The Golf Tournament
- Prima televisiva: 23 luglio 1959

### Trama
- Guest star: Lisa Gaye (Gwen Kirby), Gavin Gordon (Mr. Cameron)

## The Comic
- Prima televisiva: 7 agosto 1959

### Trama
- Guest star: Lisa Gaye (Gwen Kirby), Robert Easton (Robert E Harper)

## A Husband for Julia
- Prima televisiva: 20 agosto 1959

### Trama
- Guest star: John Archer (Tony Marsh), June Clayworth (Julia Marsh), Jimmy Cross (Elevator Man), Francis De Sales (George Nichols), Lisa Gaye (Gwen Kirby), Yvonne Peattie (commessa), Howard Vann (Ned Worthington)

## Love on Approval
- Prima televisiva: 20 agosto 1959

### Trama
- Guest star: Lisa Gaye (Gwen Kirby), Virginia Christine (Alma Fergeson)